# Angelstad
Angelstad är en tätort i Angelstads distrikt i Ljungby kommun, Kronobergs län och kyrkby i Angelstads socken i Småland, belägen vid sjön Kösens norra strand.

## Befolkningsutveckling
| Befolkningsutvecklingen i Angelstad 1975–2020 | Befolkningsutvecklingen i Angelstad 1975–2020 | Befolkningsutvecklingen i Angelstad 1975–2020 | Befolkningsutvecklingen i Angelstad 1975–2020 | Befolkningsutvecklingen i Angelstad 1975–2020 |
| --------------------------------------------- | --------------------------------------------- | --------------------------------------------- | --------------------------------------------- | --------------------------------------------- |
|                                               |                                               |                                               |                                               |                                               |
| År                                            |                                               |                                               | Folkmängd                                     | Areal (ha)                                    |
| 1975                                          | 1975                                          |                                               | 243                                           |                                               |
| 1980                                          | 1980                                          |                                               | 305                                           |                                               |
| 1990                                          | 1990                                          |                                               | 264                                           | 51                                            |
| 1995                                          | 1995                                          |                                               | 276                                           | 51                                            |
| 2000                                          | 2000                                          |                                               | 267                                           | 48                                            |
| 2005                                          | 2005                                          |                                               | 276                                           | 48                                            |
| 2010                                          | 2010                                          |                                               | 271                                           | 48                                            |
| 2015                                          | 2015                                          |                                               | 247                                           | 61                                            |
| 2020                                          | 2020                                          |                                               | 239                                           | 61                                            |
| Anm.: Ny tätort 1975                          |                                               |                                               |                                               |                                               |

## Historia
I Svenska orter : atlas över Sverige med ortbeskrivning 1930 beskrivs Angelstad som en by i Kronobergs län, i Angelstads kommun, med station på Karlshamn—Vislanda—Bolmens järnväg, och dessutom poststation och telefonstation. Byn hade 1930 19 jordbruksfastigheter och 15 andra fastigheter. Taxeringsvärdet för jordbruksfastigheterna var 249 600 kr därav 213 700 jordbruksvärde och 35 900 kr skogsvärde samt för andra fastigheter 138 000 och särskilt nämns Annerstad nr 4, 1 mantal, kyrkoherdeboställe, samt annan fastighet mejeri med taxeringsvärde 9 000 kr.

## Samhället
Sockens centrum behandlas av länsstyrelsen som en kulturmiljö av länsintresse. I Ljungby kommuns kulturmiljöprogram har Angelstad tagits bort för att området har förändrats och det kulturhistoriska värdet har minskat.
Bebyggelsen i socknens centrum är samlad på en mindre höjd med kyrkan på högsta punkten. Bebyggelsen finns i anslutning till ett vägkors. Området vid Knösen befolkades tidigt och har fornminnen från hela den förhistoriska epoken. Namnet Angelstad kommer från mansnamnet Angul och det fornnordiska ordet “stair”, som hade betydelse plats, ställe. 1371 skrivs namnet “Angelstaedhae". 

### Sockencentrum
Angelstads kyrka äldsta delar är från 1200-talet, men kyrkan är ombyggd vid flera tillfällen senaste gången 1806. Idag är det en salskyrka, men var tidigare en  absidkyrka. Vid kyrkan står en klockstapel. Prästgården är nybyggd 1957 med tillhörande prästlöneboställe, församlingshemmet, tidigare sockenstugan (Se bild) uppfördes 1867 och användes till skola. Nuvarande skolan intill kyrkan har en äldre byggnad från 1919 och flera nyuppförda byggnader. Tidigare fanns även järnvägsstation byggd 1888 i Angelstad, längs Vislanda-Bolmens Järnväg. Järnvägen lades ner 1966.

### Angelstads tegelbruk
En bit från Angelstad kyrka anlades ett tegelbruk 1897 på fastigheten Sjöbos marker. Det var Oskar Gråberg som anlade bruket men han klarade inte finansieringen och brukets överläts till J A Jönsson från Bolmstad och stationsinspektor Magnus Sandberg i Angelstad. Ett aktiebolag bildades och bolaget investerade i nya tegelmaskiner, ny ringugn och lokomobil. Arbetet var säsongsbundet med fyra månaders arbete i produktion medan tegelleveranser sköttes hela året. Ett trettiotal personer var anställda vid bruket. 1909 producerades över 600 000 murtegel och 75 000 taktegel vilket var brukets största produktion. 1918 lades bruket ner. Flera byggnader på orten är byggda med tegel från bruket bland annat Villa Sjöbo, Perstorp, Oskarsro och Oskarstorp. Skolbyggnaden i Angelstad från 1919 är byggd i tegel från tegelbruket.

### Angelstads hembygdsförening

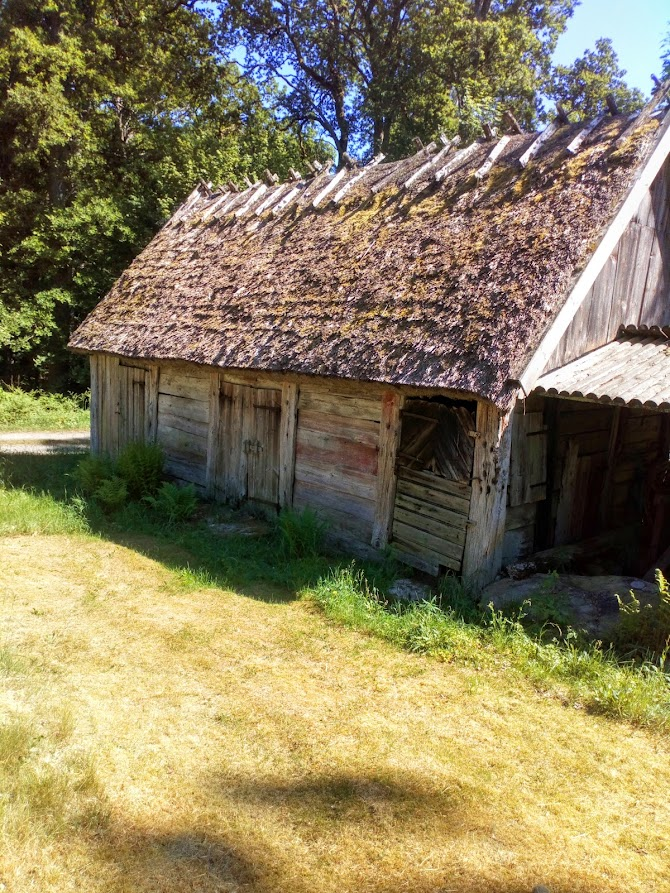
Lada från Soldattorpet Hyltan byggd i skiftesverk

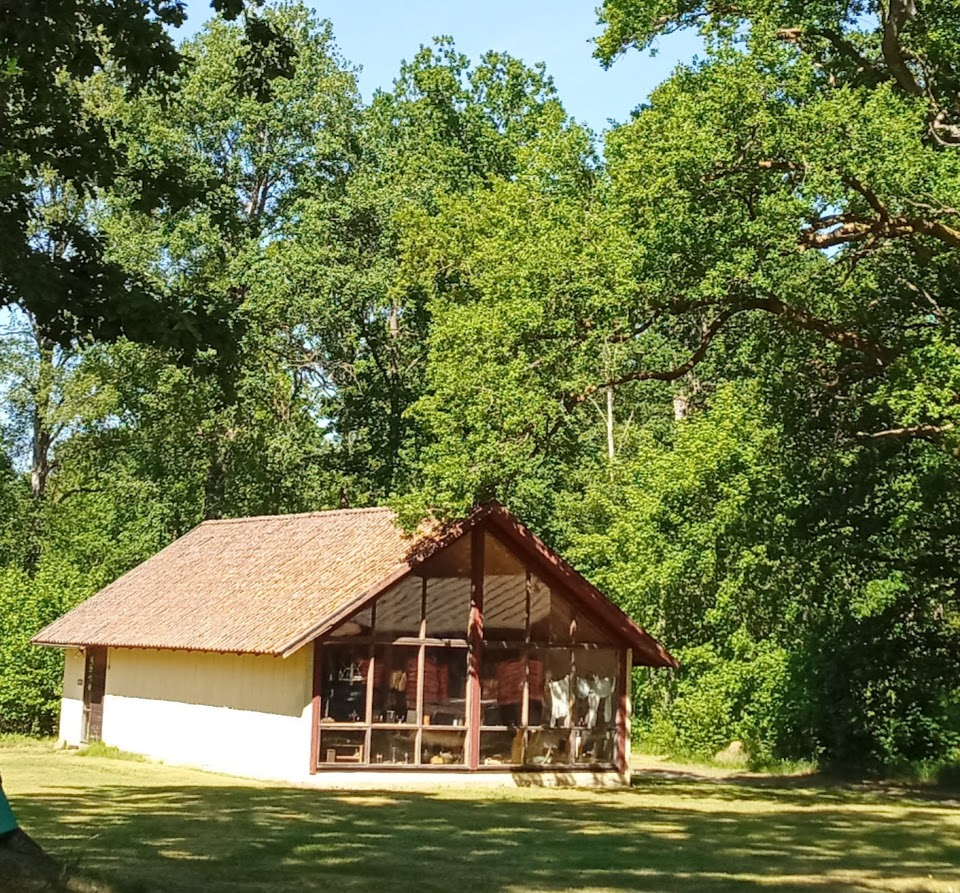
Angelstads hembygdsförenings museum

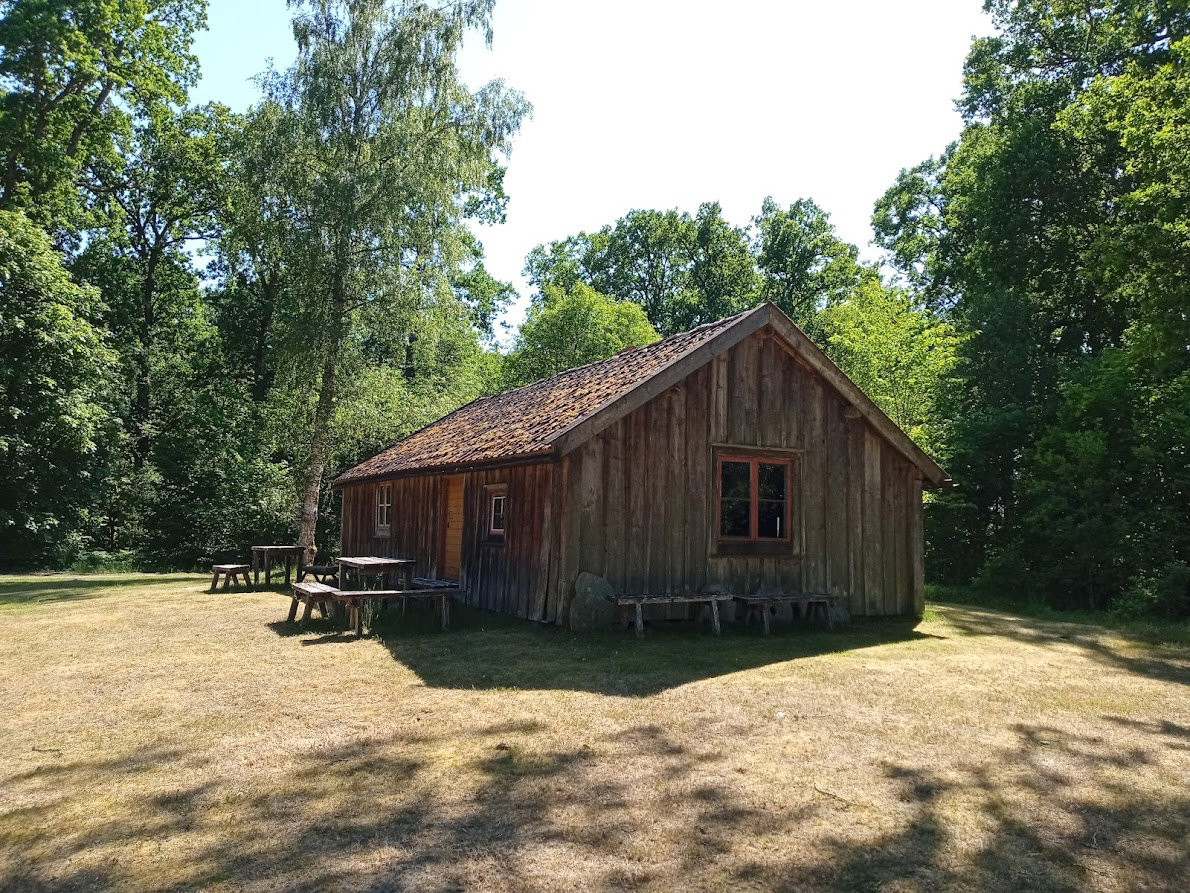
Arrendebostad

Angelstad Hembygdsförening bildades 1956. Föreningens samlingar har fjärdingsman Johan Johansson till stora delar samlat på sina resor vid besök på gårdar i socknen under 1930-talet. Han donerade sina samlingar till föreningen och de ryms sedan 1962 i ett särskilt museum i hembygdsparken. 
Föreningen har i hembygdsparken en lada från soldattorpet Hyltan med ett vandringströskverk från Angelstads Neregård. 1959 flyttades en arrendebostad byggd i början av 1800-talet från Angelstads prästgård till hembygdsparken. På platsen finns också godsmagasinet från Angelstad station och en skomakarstuga. 

## Kända personer
- Ragnar Person, RP, konstnär
- Georgius Marci, sjökapten, hovpredikant, superintendent över fältkleresiet och kyrkoherde i Annerstad socken.